# 南美三角酢浆草
南美三角酢漿草是酢漿草科酢漿草屬的一种多年生草本植物，原产南美洲。其种加词意为“三角形的”，指的是其小叶形状。其叶子根据光线的明暗开合，白天三片叶子呈倒三角形展开，晚上三叶外翻下垂闭合，三面皆呈正三角形，这种受到人喜爱的特点，使它成为极具观赏性的室内盆养植物。三片小叶中的两片凑在一起如同蝴蝶翅膀，故名。花瓣为浅粉色或白色。最常栽培的为紫叶品种，俗称紫蝴蝶酢浆草、紫叶酢浆草、三角紫叶酢浆草，如。

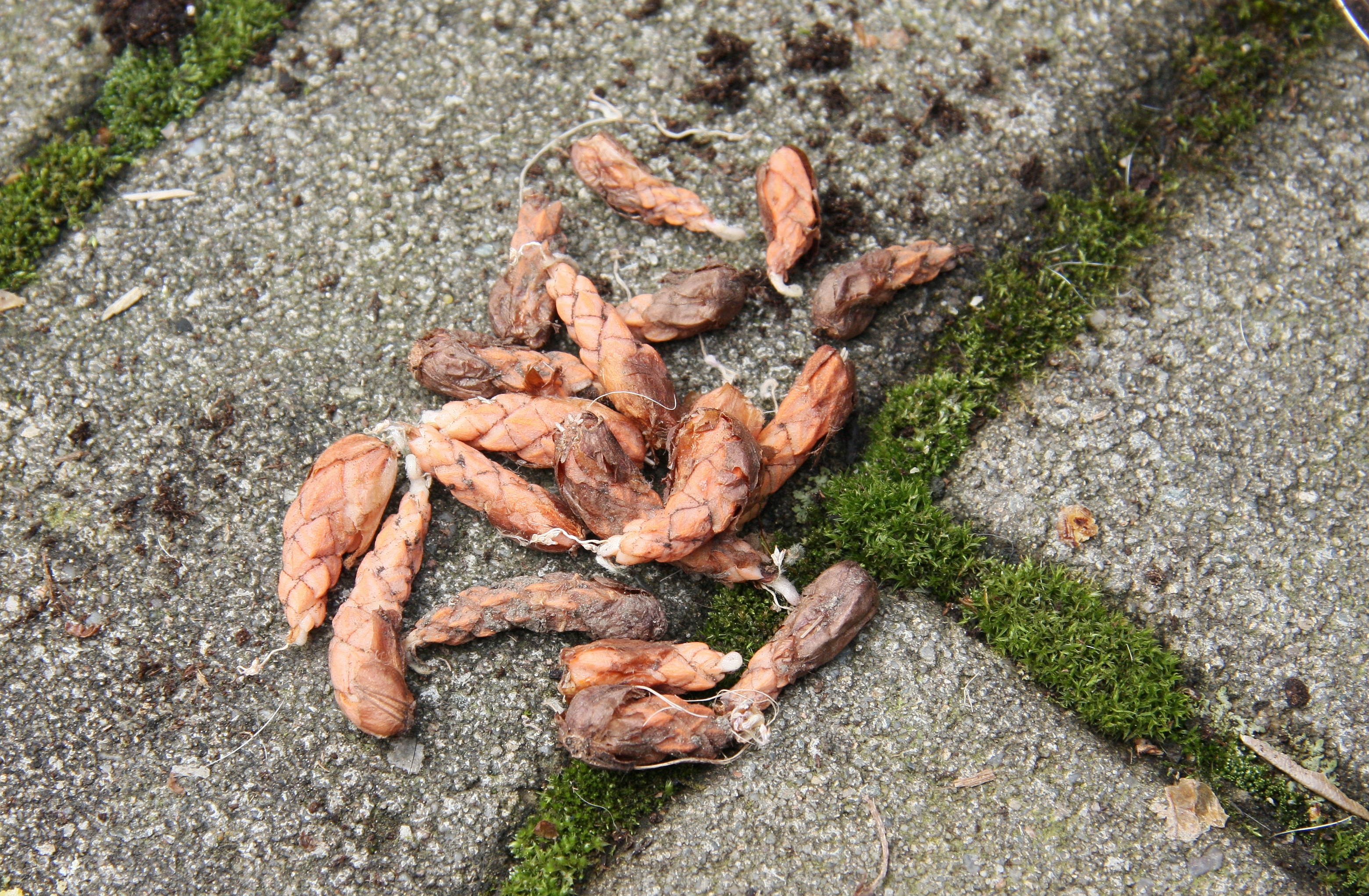
根状茎
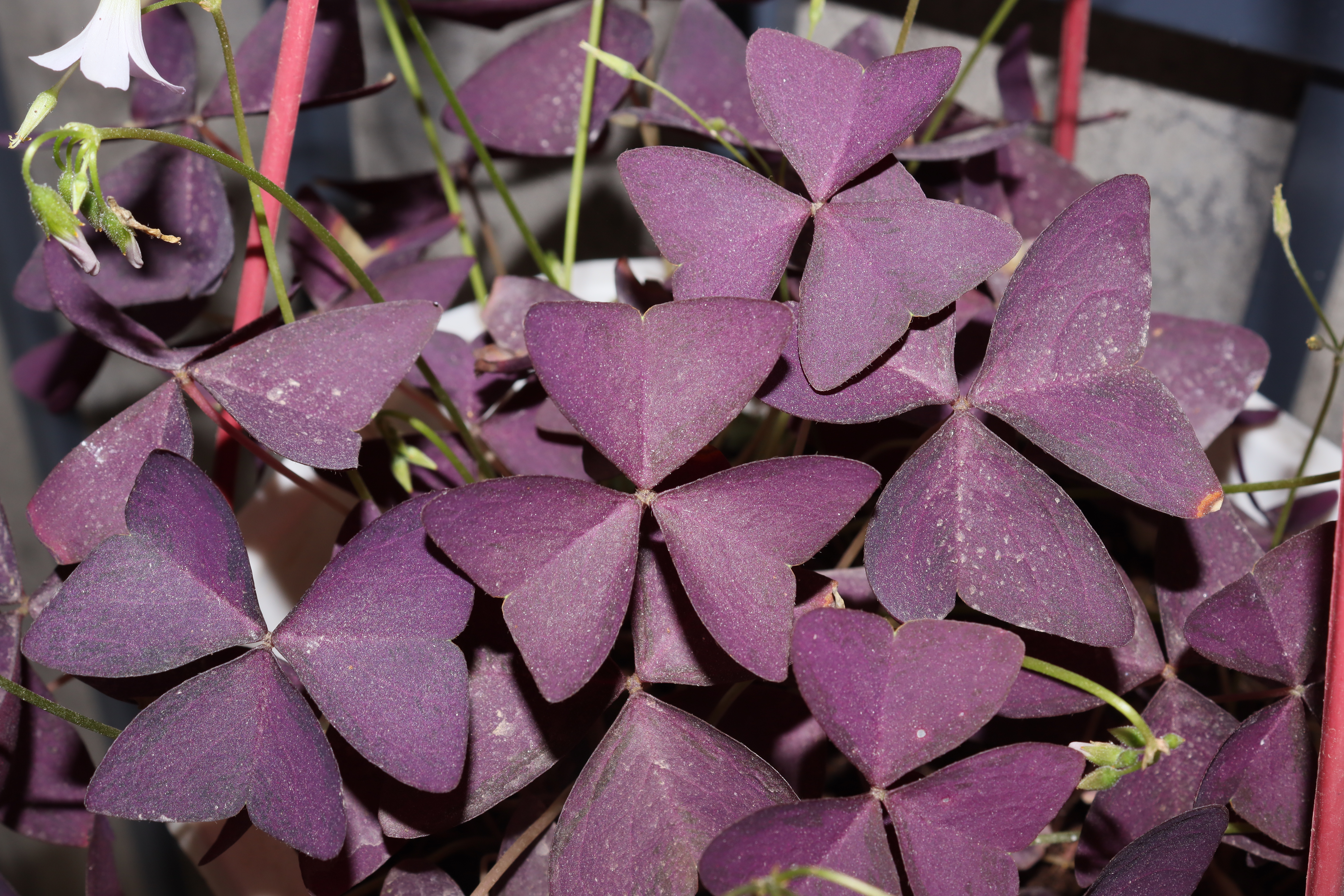
紫蝴蝶酢浆草的叶
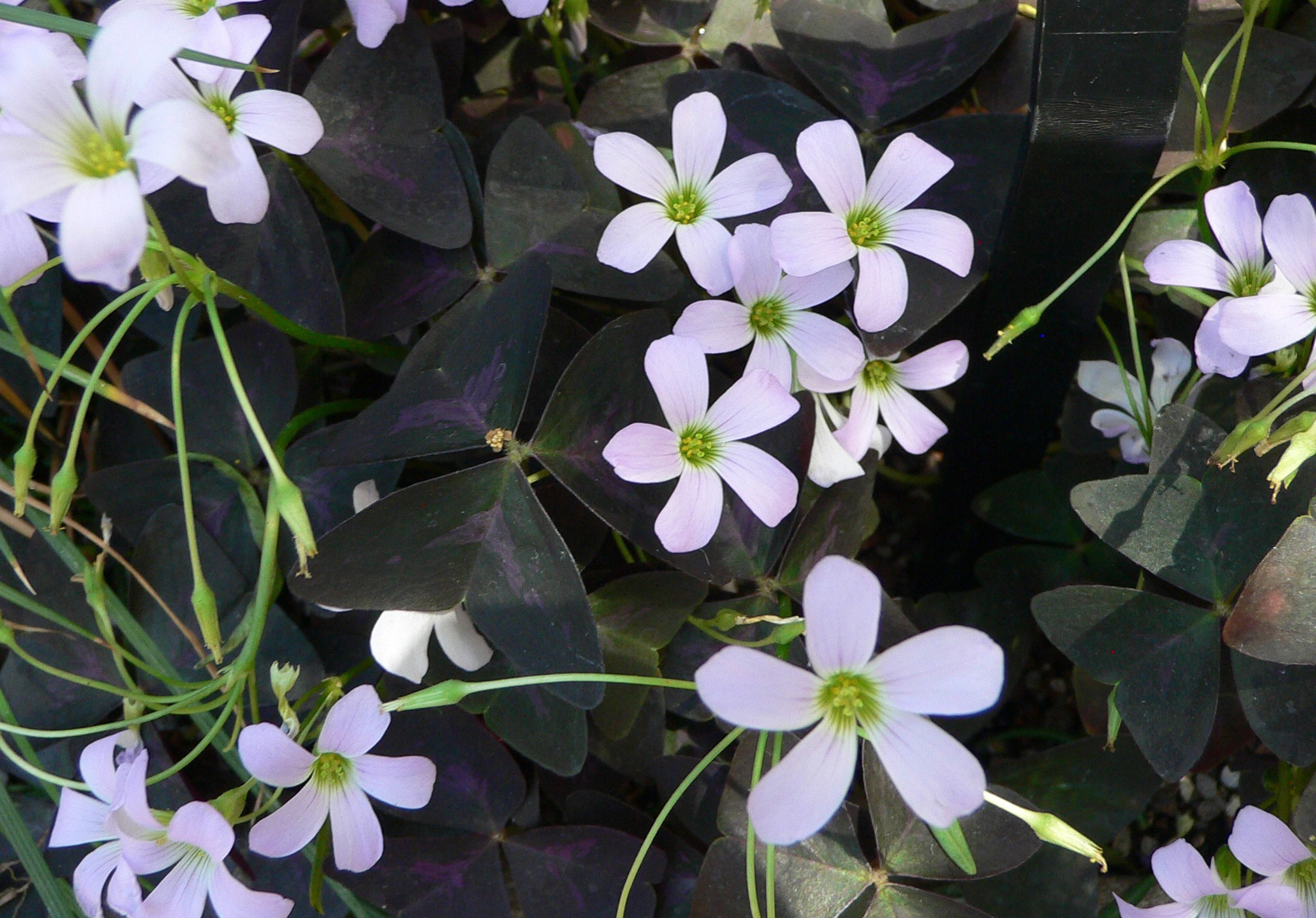
紫蝴蝶酢浆草的花
- 紫蝴蝶酢浆草在一个半小时左右发生的变化